# Ki a legszebb e vidéken?
A Ki a legszebb e vidéken? (Never Judge a Lady By Her Lover) a Született feleségek (Desperate Housewives) című amerikai filmsorozat száztizennegyedik epizódja. Az Amerikai Egyesült Államokban először az ABC (American Broadcasting Company) adó vetítette 2009. október 11-én.

## Az epizód cselekménye
Gabrielle és családja egy étteremben John Rowlandbe, Gaby egykori szeretőjébe botlik bele, aki, mint kiderült, elvált és saját étterme van. A férfinek azonnal megakad a szeme Anán, és Carlostól kér engedélyt, hogy alkalmazhassa a lányt az éttermében. Carlos próbára akarja tenni Gabrielle-t, ezért beleegyezik a dologba. Amikor Gaby megtudja a dolgot, tiltakozni kezd, mire Carlos a fejéhez vágja, hogy féltékeny az unokahúgára John miatt. Gaby megleckézteti Carlost: egy fontos üzleti ebédre, amit Carlos cége épp John éttermében rendez, szakadtan jelenik meg, jelezvén, hogy John már teljesen hidegen hagyja. Azonban később titokban elmélázva nézeget egy régi fotót Johnról és magáról.
Lynette épp készül elmondani Carlosnak, hogy terhes, amikor főnöke előlépteti egy olyan posztra, amit egy másik nőnek adott volna, viszont kiderült az illetőről, hogy állapotos. Azonban a nagy fizetésemelés miatt Lynette mégsem szól egy szót se: továbbra is rejtegeti, hogy babát vár. Egy munkaebéden Tom segíti ki szorult helyzetében: ő issza meg az összes pohár bort, amit Lynette-be akarnak bediktálni munkatársai. Lynette érzi, hogy nem lesz könnyű titokban tartani az állapotát.
Bree és Karl tovább folytatják titkos viszonyukat. A férfi felajánlja Bree-nek, hogy utazzanak el Las Vegasba, de az asszony tiltakozik, mondván, hogy ilyet szerelmespárok szoktak együtt csinálni, nem egyszerű szeretők. Azonban amikor egy estélyen megjelenik Karl, oldalán egy fiatal lánnyal, egy bizonyos Candace-szel, Bree-t szétveti a düh: így amikor a leányzó Orsonnal táncol, olivaolajat önt a táncparkettre, előidézvén, hogy a duó megcsússzon, és Candace törött orra miatt kénytelen legyen az estét orvosok, és nem Karl társaságában tölteni. Azonban Orson másnap Bree fejére olvassa, hogy ilyet csak szerelmes nő követ el, gondolván, hogy neje féltékenysége rá irányul. Nem is sejti, hogy Bree közben beleegyezik, hogy szeretőjével mégis elutazzanak.
Susan rosszallására Danny Bolen visszatér az utcába, habár Susan máris szétkürtölte a környéken, hogy a fiú próbálta meg megfojtani Julie-t. Bob hiába kér információkat Bolenéktől, a múltjukról nem hajlandók nyilatkozni: egyedül Danny kezdi el hajtogatni, hogy ennek a családnak nagy, sötét titkai vannak, amiről nem beszélhetnek.
Dannyt meglátogatja egy osztálytársa, Eddie, kérvén, hogy segítsen neki megszerelni a kocsiját. Amikor a fiú egyedül marad, Susan teljesen kikel magából és megtámadja. Angie egy baseball-ütővel vet véget a jelenetnek. Aznap éjjel Mike meglepő hírrel ér haza: Dannynek biztos alibije van a támadás idejére, egy italbolt biztonsági kamerája rögzítette. Susan bocsánatot kér Mike-tól, amiért már a házasságuk legelején átváltozott egy őrült fúriává, de férje megnyugtatja. Másnap reggel Angie arra ébred, hogy a Dannyt gyanúsító szomszédok teledobálták szeméttel a kertjüket. A bűnbánó Susan is észreveszi a dolgot, majd sajnálata jeleként átmegy, és segít Angie-nek a takarításban.

## Mellékszereplők
- Richard Burgi – Karl Mayer
- Tuc Watkins – Bob Hunter
- Robin Thomas – Vic Jackson
- Brooke Lyons – Candace
- Josh Zuckerman – Eddie Orlofsky
- Jesse Metcalfe – John Rowland
- Daniella Baltodano – Celia Solis
- Maria Cominis – Mona Clark
- Jordana Capra – Delores Mason
- Darla Haun – Patti Jackson
- Michael Guarnera – Toby

## Mary Alice epizódzáró monológja
- A narrátor, Mary Alice monológja az epizód végén így hangzik (a magyar változat alapján):

"Ebben az utcában a nap egy bögre kávéval kezdődik. Míg megisszák, egyesek felidéznek egy régi szeretőt, aki egykor fontos volt. Mások, míg kitöltik, a főnökükre gondolnak, akinek hazudniuk kell. Megint másik, míg kortyolgatják, a férfi után vágyakoznak, akibe talán szerelmesek. De egy feleségre azon a bizonyos reggelen annak, a bögre kávénak még várnia kell, mert ő meglát egy bajba jutott szomszédot s azonnal a segítségére siet. Nemcsak azért mert ez a helyes, hanem azért is, mert nem tud más módot, hogy hogy kérhetne tőle bocsánatot. És amint azt elnyerte, elkezdődhet a nap."

## Epizódcímek más nyelveken
- Angol: Never Judge a Lady By Her Lover (Sose ítélj el egy hölgyet a szeretője alapján!)
- Olasz: Mogli e amanti (Feleségek és szeretők)
- Német: Alte Liebhaber (Régi szeretők)
- Francia: L'ex-femme de sa vie (A volt feleség élete)